# Ripcord
Ripcord war eine englische Hardcore- und Grindcore-Band aus Weston-super-Mare. Ihre Musik gehörte zum Schnellsten, was die Hardcore-Szene in Großbritannien zu bieten hatte, und Ripcord gehörte neben Napalm Death, Unseen Terror, Carcass und Heresy zu den ersten Vertretern des Grindcore im Vereinigten Königreich.

## Bandgeschichte
Gegründet wurde Ripcord 1984 von Steve Ballam (Gitarre) und John Millier (Schlagzeug). Wenig später kamen Sänger Jimmy Briffitt und Gitarrist Malcolm Phelps und Ballam wechselte an den Bass. Dieses Line-up nahm im Juni 1985 in einem Tonstudio in Bristol das erste Demo In Search of a Future auf. Musikalisch waren sie von The Damned, Black Flag und D.R.I. beeinflusst. Im Herbst 1985 nach einigen wenigen Live-Auftritten verließen Sänger Briffitt und Gitarrist Phelps die Band wieder. Ersatz fanden die verbliebenen Gründungsmitglieder in Steve Hazzard am Bass und Sänger Brian „Buzby“ Birchell, Bassist Ballam wechselte zurück an die Gitarre. In dieser Besetzung wurden die neun Titel der ersten Schallplatte The Damage is Done aufgenommen. Aus Geldnot heraus beschloss die Gruppe, statt einer Single eine Flexidisc pressen zu lassen, weil sie für den gleichen Preis 2.500 statt 1.000 Exemplare erhielten, das Geld lieh sich Ballam bei seinem Vater. Die Platte erschien Mitte 1986, gefolgt von einem weiteren Demo Fast and Furious im November 1986.
Nach Tourneen mit Extreme Noise Terror, Chaos U.K. und Heresy durch England und Europa wurde Ripcord von Manic Ears Records unter Vertrag genommen. Im Sommer 1987 erschien das Debütalbum Defiance of Power und es folgte eine Europa-Tour mit Napalm Death. Kurz darauf verließ Bassist Hazzard die Band und wurde durch Jim Whiteley ersetzt. Nach einer Tour mit Heresy verließ Sänger Birchell Ripcord wegen persönlicher Differenzen und Ex-Bassist Hazzard nahm seinen Posten als Sänger ein. Diese Besetzung nahm Anfang 1988 die Single Harvest Hardcore auf, am 12. Juli 1988 spielte sie ihre erste Peel-Session. Mitte 1988 erschien das zweite Album Poetic Justice, danach teilte Sänger Hazzard der Band mit, dass er mit seiner Ehefrau in die USA gehen wird. Er nahm noch an einer Tournee durch Deutschland teil, danach beschloss Ripcord, sich aufzulösen. Ein Grund war, dass die Musiker im Grindcore keine weiteren Entwicklungsmöglichkeiten sahen. Die letzte Show spielte die Gruppe am 23. November 1988 in ihrer Heimatstadt Weston-super-Mare. Ein Live-Mitschnitt vom 9. September 1988 in Deutschland erschien nach Bandauflösung als Live-Album im Rahmen der Your Choice Live Series.

## Diskografie
- The Damage is Done (Flexidisc, Raging Records, 1986)
- Defiance of Power (Manic Ears, 1987)
- Harvest Hardcore (Single, Raging Records, 1988)
- Poetic Justice (Raging Records, 1988)
- Your Choice Live Series, Volume Two (Your Choice Records, 1988)